# Estación Ojo de Agua
Ojos de Agua es una estación de ferrocarril ubicada en la localidad del mismo nombre, Departamento Ñorquincó, Provincia de Río Negro, Argentina. en el ramal de Ingeniero Jacobacci a Esquel.

## Ubicación geográfica de la estación
Se encuentra a 46 km de la localidad de Ingeniero Jacobacci.

## Servicios
El 21 de septiembre de 2018 se realizó la reactivación del servicio turístico semanal desde Estación Ingeniero Jacobacci luego de 6 años inactivo, por parte de empresa estatal Tren Patagónico S.A.